# سیارک ۲۶۹۷۳
سیارک ۲۶۹۷۳ (به انگلیسی: 26973 Lala، نامگذاری:1997SP25) بیست و شش هزار و نهصد و هفتاد و سومین سیارک کشف شده‌است که در ۲۹ سپتامبر ۱۹۹۷ کشف شد.